# Selišta (Kolašin)
Pour les articles homonymes, voir Selišta.
Selišta (en serbe cyrillique : Селишта) est un village du centre du Monténégro, dans la municipalité de Kolašin.

## Démographie

### Évolution historique de la population
| 1948 | 1953 | 1961 | 1971 | 1981 | 1991 | 2003 |
| ---- | ---- | ---- | ---- | ---- | ---- | ---- |
| 152  | 189  | 175  | 198  | 230  | 240  | 241  |